# Clube Atlético Monte Alegre
El Clube Atlético Monte Alegre fue un equipo de fútbol de Brasil que jugó en el Campeonato Paranaense, la primera división del estado de Paraná.

## Historia
Fue fundado el 1 de mayo de 1946 en el municipio de Telêmaco Borba del estado de Paraná luego de que se adquirieran los derechos del Klabin Esporte Clube, equipo de una fábrica de producción papelera, aunque en sus primeros años de vida continuaban como Klabin Esporte Clube, aunque sus colores eran diferentes por tributo al SC Corinthians Paulista.
En sus primeros años el club era de categoría aficionada, disputando tres años después su primer partido contra un equipo profesional, el Clube Atlético Ferroviário, al que venció 6-3. En 1951 participa por primera vez en el Campeonato Paranaense, donde en su primera temporada terminó en séptimo lugar.
Luego de varias temporadas en las que estuvo entre los primeros lugares de la clasificación, en 1955 se convirtió en el primer equipo del interior del estado de Paraná y no perteneciente a la capital estatal en ganar el Campeonato Paranaense venciendo en la final al Clube Atlético Ferroviário dirigidos por Ruy Castro dos Santos en una serie al ganador de dos de tres partidos.
Dos años después el club le pide a la federación paranaense que lo declare inactivo por carecer de recursos económicos para competir en el Campeonato Paranaense a nivel profesional, aunque continuó participando en el torneo municipal aficionado en el que salió campeón en 1962. Intentaron regresar al Campeonato Paranaense en dos ocasiones en los años 1960 sin éxito, desapareciendo oficialmente en 1967 para dedicarse a otras secciones deportivas, participando solo en seis temporadas del Campeonato Paranaense.

## Palmarés

### Estatal
- Campeonato Paranaense: 1

1955

### Municipal
- Copa Paraná: 1

1962

## Jugadores

### Jugadores destacados
- Raul Benvenuti[2]